# Ballyconnell
Ballyconnell, irisch Béal Átha Conaill („Zugang zur Furt des Conall“) ist eine Kleinstadt im County Cavan in der Republik Irland. Bei der Volkszählung 2022 hatte sie 1422 Einwohner.

## Einwohnerentwicklung
Die Anzahl der Einwohner hat sich seit 1996 mehr als verdreifacht.
| 1996 | 2002 | 2006 | 2011 | 2016 | 2022 |
| ---- | ---- | ---- | ---- | ---- | ---- |
| 433  | 572  | 747  | 1061 | 1105 | 1422 |

## Lage und Verkehrsverbindung
Ballyconnell liegt am südöstlichen Rand des 397 m hohen Slieve Rushen. Die Grenze zu Nordirland ist weniger als 2 km entfernt.
Im Ort kreuzen sich die Nationalstraße N87 und die Regionalstraße R205. Die N87 verläuft von Belturbet über Ballyconnell nach Nordwesten. Hinter Swanlinbar wird sie in Nordirland zur A32. Die R205 verläuft von Süden nach Norden; in Nordirland hat sie die Nummer B129.
Ballyconnell liegt abseits der Hauptbusrouten. Die private Buslinie Martin Leydon Coaches  verbindet auf ihrer Linie nach Swanlinbar die Stadt aber mit Cavan, wo Anschluss an die Linien von Bus Éireann nach Dublin und weiteren größeren Orten besteht (Stand Dezember 2023).
Zwischen 1887 und 1959 fuhr die als Cavan and Leitrim Railway bekannte Schmalspurbahn Ballyconnell an.
Ballyconnell liegt am Woodford River. Dieser ist ein Teil des Shannon-Erne-Kanals. Der Kanal wurde 1860 erbaut, aber bereits 1869 faktisch wieder geschlossen. Im Rahmen des Karfreitagsabkommen wurde er wieder hergestellt und wird seitdem touristisch genutzt.

## Sehenswürdigkeiten
In der Nähe der Stadt befinden sich das Court Tomb von Doon sowie das Wedge Tomb von Aughrim.